# NGC 6723
NGC 6723 je kulová hvězdokupa v souhvězdí Střelce. Objevil ji astronom James Dunlop 3. června 1826 při svém pobytu v Parramatta v Novém Jižním Walesu v Austrálii. Nachází se ve vzdálenosti 28 400 světelných let od Země.

## Pozorování

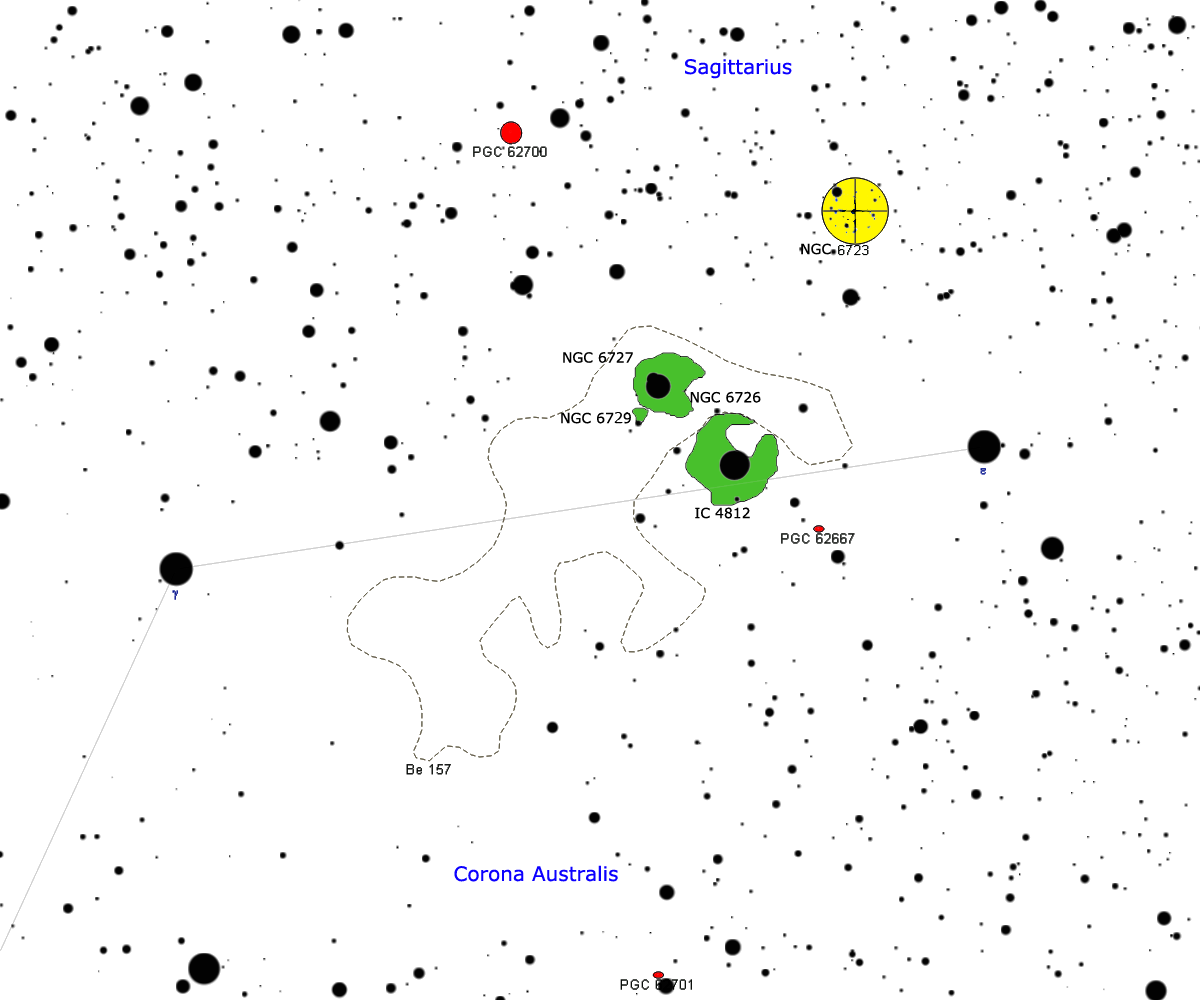
Poloha NGC 6723 v souhvězdí Střelce

Hvězdokupa se na obloze nachází v jižní části souhvězdí těsně u hranice se souhvězdím Jižní koruny, půl stupně severovýchodně od hvězdy 5. magnitudy ε CrA. Půl stupně jihovýchodně od NGC 6723 leží reflexní mlhovina NGC 6729.